# Drosophila usambarensis
Drosophila usambarensis este o specie de muște din genul Drosophila, familia Drosophilidae, descrisă de Lachaise și Chassagnard în anul 2001.
Este endemică în Tanzania. Conform Catalogue of Life specia Drosophila usambarensis nu are subspecii cunoscute.